# Leucoloma boivinianum
Leucoloma boivinianum är en bladmossart som beskrevs av Bescherelle 1880. Leucoloma boivinianum ingår i släktet Leucoloma och familjen Dicranaceae. Inga underarter finns listade i Catalogue of Life.